# Caricea varians
Caricea varians är en tvåvingeart som först beskrevs av Malloch 1935.  Caricea varians ingår i släktet Caricea och familjen husflugor. Inga underarter finns listade i Catalogue of Life.